# Acrocercops chenopa
Acrocercops chenopa är en fjärilsart som beskrevs av Edward Meyrick 1932. Acrocercops chenopa ingår i släktet Acrocercops och familjen styltmalar.
Artens utbredningsområde är Uganda. Inga underarter finns listade i Catalogue of Life.